# Vic Seixas
Elias Victor (Vic) Seixas (Philadelphia (Pennsylvania), 30 augustus 1923 – Mill Valley (Californië), 5 juli 2024) was een tennisspeler uit de Verenigde Staten. 
Seixas won twee grandslamtitels in het enkelspel namelijk Wimbledon 1953 en het US tenniskampioenschap 1954. Verder won hij vijf grandslamtitels in het herendubbelspel en acht gemengd dubbelspeltitels, waarvan zeven samen met Doris Hart.
In 1971 werd hij opgenomen in de internationale Tennis Hall of Fame.
Seixas overleed op 100-jarige leeftijd.

## Resultaten grandslamtoernooien
| Legenda | Legenda                          |
| ------- | -------------------------------- |
| g.t.    | geen toernooi gehouden           |
| l.c.    | lagere categorie                 |
| –       | niet deelgenomen                 |
| G       | uitgeschakeld in de groepsfase   |
| 1R      | uitgeschakeld in de eerste ronde |
| 2R      | uitgeschakeld in de tweede ronde |
| 3R      | uitgeschakeld in de derde ronde  |
| 4R      | uitgeschakeld in de vierde ronde |
| KF      | uitgeschakeld in de kwartfinale  |
| HF      | uitgeschakeld in de halve finale |
| F       | de finale verloren               |
| W       | het toernooi gewonnen            |
| w-v     | winst/verlies-balans             |

### Enkelspel
| Toernooi        | 1940 | 1941 | 1942 | 1943 | 1944 | 1945 | 1946 | 1947 | 1948 | 1949 | 1950 | 1951 | 1952 | 1953 | 1954 | 1955 | 1956 | 1957 | 1958 | 1959 | 1960 | 1961 | 1962 | 1963 | 1964 | 1965 | 1966 | 1967 | 1968 | 1969 |
| --------------- | ---- | ---- | ---- | ---- | ---- | ---- | ---- | ---- | ---- | ---- | ---- | ---- | ---- | ---- | ---- | ---- | ---- | ---- | ---- | ---- | ---- | ---- | ---- | ---- | ---- | ---- | ---- | ---- | ---- | ---- |
| Australian Open | –    | g.t. | g.t. | g.t. | g.t. | g.t. | –    | –    | –    | –    | –    | –    | –    | HF   | KF   | KF   | –    | –    | –    | –    | –    | –    | –    | –    | –    | –    | –    | –    | –    | –    |
| Roland Garros   | g.t. | g.t. | g.t. | g.t. | g.t. | g.t. | –    | –    | –    | –    | KF   | –    | –    | F    | KF   | KF   | –    | –    | –    | –    | –    | –    | –    | –    | –    | –    | –    | –    | –    | –    |
| Wimbledon       | g.t. | g.t. | g.t. | g.t. | g.t. | g.t. | –    | –    | –    | –    | HF   | –    | KF   | W    | KF   | 2R   | HF   | KF   | –    | –    | –    | –    | –    | –    | –    | –    | –    | 2R   | –    | 1R   |
| US Open         | 3R   | 3R   | 2R   | –    | 2R   | –    | 3R   | 4R   | 4R   | 1R   | 3R   | F    | 4R   | F    | W    | HF   | HF   | KF   | KF   | 4R   | 4R   | 3R   | 4R   | 3R   | 4R   | 4R   | 2R   | 2R   | 2R   | 1R   |

### Mannendubbelspel
| Toernooi        | 1940 | 1941 | 1942 | 1943 | 1944 | 1945 | 1946 | 1947 | 1948 | 1949 | 1950 | 1951 | 1952 | 1953 | 1954 | 1955 | 1956 | 1957 | 1958 | 1959 | 1960 | 1961 | 1962 | 1963 | 1964 | 1965 | 1966 | 1967 | 1968 | 1969 | 1970 | 1971 | 1972 | 1973 |
| --------------- | ---- | ---- | ---- | ---- | ---- | ---- | ---- | ---- | ---- | ---- | ---- | ---- | ---- | ---- | ---- | ---- | ---- | ---- | ---- | ---- | ---- | ---- | ---- | ---- | ---- | ---- | ---- | ---- | ---- | ---- | ---- | ---- | ---- | ---- |
| Australian Open | –    | g.t. | g.t. | g.t. | g.t. | g.t. | –    | –    | –    | –    | –    | –    | –    | ?    | ?    | W    | –    | –    | –    | –    | –    | –    | –    | –    | –    | –    | –    | –    | –    | –    | –    | –    | –    | –    |
| Roland Garros   | g.t. | g.t. | g.t. | g.t. | g.t. | g.t. | –    | –    | –    | –    | ?    | –    | –    | ?    | W    | ?    | –    | –    | –    | –    | –    | –    | –    | –    | –    | –    | –    | –    | –    | –    | –    | –    | –    | –    |
| Wimbledon       | g.t. | g.t. | g.t. | g.t. | g.t. | g.t. | –    | –    | –    | –    | 1R   | –    | F    | HF   | F    | HF   | KF   | 3R   | –    | –    | –    | –    | –    | –    | –    | –    | –    | 1R   | –    | –    | –    | –    | 1R   | 1R   |
| US Open         | ?    | ?    | ?    | –    | ?    | –    | ?    | ?    | ?    | ?    | ?    | ?    | W    | ?    | W    | ?    | F    | ?    | ?    | ?    | ?    | ?    | ?    | ?    | ?    | ?    | ?    | ?    | 2R   | 1R   | –    | –    | 1R   | –    |

### Gemengd dubbelspel
| Toernooi        | 1940 | 1941 | 1942 | 1943 | 1944 | 1945 | 1946 | 1947 | 1948 | 1949 | 1950 | 1951 | 1952 | 1953 | 1954 | 1955 | 1956 | 1957 | 1958 | 1959 | 1960 | 1961 | 1962 | 1963 | 1964 | 1965 | 1966 | 1967 | 1968 | 1969 | 1970 | 1971 | 1972 |
| --------------- | ---- | ---- | ---- | ---- | ---- | ---- | ---- | ---- | ---- | ---- | ---- | ---- | ---- | ---- | ---- | ---- | ---- | ---- | ---- | ---- | ---- | ---- | ---- | ---- | ---- | ---- | ---- | ---- | ---- | ---- | ---- | ---- | ---- |
| Australian Open | –    | g.t. | g.t. | g.t. | g.t. | g.t. | –    | –    | –    | –    | –    | –    | –    | –    | –    | –    | –    | –    | –    | –    | –    | –    | –    | –    | –    | –    | –    | –    | –    | –    | g.t. | g.t. | g.t. |
| Roland Garros   | g.t. | g.t. | g.t. | g.t. | g.t. | g.t. | –    | –    | –    | –    | ?    | –    | –    | W    | –    | ?    | –    | –    | –    | –    | –    | –    | –    | –    | –    | –    | –    | –    | –    | –    | –    | –    | –    |
| Wimbledon       | g.t. | g.t. | g.t. | g.t. | g.t. | g.t. | –    | –    | –    | –    | 3R   | –    | –    | W    | W    | W    | W    | 4R   | –    | –    | –    | –    | –    | –    | –    | –    | –    | –    | –    | –    | –    | –    | 1R   |
| US Open         | ?    | ?    | ?    | –    | 1R   | –    | 2R   | KF   | –    | KF   | KF   | ?    | ?    | W    | W    | W    | HF   | HF   | ?    | ?    | ?    | –    | –    | ?    | ?    | –    | –    | –    | g.t. | KF   | –    | –    | –    |